# Grande Prêmio de São Paulo
O Grande Prêmio de São Paulo é um evento de Fórmula 1 que foi realizado pela primeira vez em 2021. É disputado no Autódromo José Carlos Pace — mais conhecido como Autódromo de Interlagos —, que recebeu o Grande Prêmio do Brasil até a temporada de 2019.
Assim como os circuitos de Bacu, de Marina Bay, o Circuito das Américas e o de Yas Marina, o Grande Prêmio de São Paulo é um dos poucos circuitos do calendário da Fórmula 1 a ter sentido anti-horário.

## História
No ano de 2020, devido a pandemia de COVID-19, o Grande Prêmio do Brasil, que estava em seu último ano de contrato com a Fórmula 1, foi cancelado. Em razão disso, a realização da corrida no Brasil, para os anos seguintes, foi disputada entre o Autódromo José Carlos Pace (Interlagos) e a Rio Motorsports, uma empresa que almejava construir o Autódromo de Deodoro e levar o Grande Prêmio do Brasil de volta para o Rio de Janeiro. Porém, devido a problemas com liberação ambiental, o autódromo foi inviabilizado, garantindo assim que Interlagos assinasse um novo contrato com a Fórmula 1 para receber uma etapa da categoria até 2025, mas com o evento passando a se chamar "Grande Prêmio de São Paulo".
A temporada da Fórmula 1 de 2021, portanto, marcou a estreia do Grande Prêmio de São Paulo, formalmente Heineken Grande Prêmio de São Paulo por motivos de patrocínio.
Em 3 de novembro de 2023, foi anunciado que a categoria exerceu a opção de renovação, previsto no contrato inicial, para a realização do Grande Prêmio de São Paulo no período de 2026 a 2030.

## Vencedores do GP de São Paulo

### Por ano
| Ano     | Piloto         | Equipe                     | Local      | Detalhes |
| ------- | -------------- | -------------------------- | ---------- | -------- |
| 2021    | Lewis Hamilton | Mercedes                   | Interlagos | Detalhes |
| 2022    | George Russell | Mercedes                   | Interlagos | Detalhes |
| 2023    | Max Verstappen | Red Bull Racing-Honda RBPT | Interlagos | Detalhes |
| 2024    | Max Verstappen | Red Bull Racing-Honda RBPT | Interlagos | Detalhes |
| Fontes: |                |                            |            |          |

### Vitórias por piloto
| Total | Piloto         | Vitórias   |
| ----- | -------------- | ---------- |
| 2     | Max Verstappen | 2023, 2024 |
| 1     | Lewis Hamilton | 2021       |
| 1     | George Russell | 2022       |

### Vitórias por equipe
| Total | Equipe          | Vitórias   |
| ----- | --------------- | ---------- |
| 2     | Mercedes        | 2021, 2022 |
| 2     | Red Bull Racing | 2023, 2024 |

### Vitórias por país
| Total | País          | Vitórias   |
| ----- | ------------- | ---------- |
| 2     | Reino Unido   | 2023, 2024 |
| 2     | Países Baixos | 2021, 2022 |